# Pieve Torina
Pieve Torina is een gemeente in de Italiaanse provincie Macerata (regio Marche) en telt 1395 inwoners (31-12-2004). De oppervlakte bedraagt 74,9 km², de bevolkingsdichtheid is 19 inwoners per km².
Bij het dorp was op 3 november 2016 het epicentrum van een aardbeving met een kracht van 4,8 op de schaal van Richter, de derde beving in een week in de Apennijnen.

## Demografie
Pieve Torina telt ongeveer 587 huishoudens. Het aantal inwoners daalde in de periode 1991-2001 met 0,1% volgens cijfers uit de tienjaarlijkse volkstellingen van ISTAT.
| Jaar | Inwoneraantal |
| ---- | ------------- |
| 1991 | 1381          |
| 2001 | 1379          |

## Geografie
Pieve Torina grenst aan de volgende gemeenten: Fiordimonte, Monte Cavallo, Muccia, Pievebovigliana, Serravalle di Chienti, Ussita, Visso.
Acquacanina · Apiro · Appignano · Belforte del Chienti · Bolognola · Caldarola · Camerino · Camporotondo di Fiastrone · Castelraimondo · Castelsantangelo sul Nera · Cessapalombo · Cingoli · Civitanova Marche · Colmurano · Corridonia · Esanatoglia · Fiastra · Fiuminata · Gagliole · Gualdo · Loro Piceno · Macerata · Matelica · Mogliano · Monte Cavallo · Monte San Giusto · Monte San Martino · Montecassiano · Montecosaro · Montefano · Montelupone · Morrovalle · Muccia · Penna San Giovanni · Petriolo · Pieve Torina · Pioraco · Poggio San Vicino · Pollenza · Porto Recanati · Potenza Picena · Recanati · Ripe San Ginesio · San Ginesio · San Severino Marche · Sant'Angelo in Pontano · Sarnano · Sefro · Serrapetrona · Serravalle di Chienti · Tolentino · Treia · Urbisaglia · Ussita · Valfornace · Visso
1. ↑  https://demo.istat.it/?l=it.